# ام‌وی لوکنت
ام‌وی لوکنت (به انگلیسی: MV LeConte) یک کشتی است که طول آن ۲۳۵ فوت (۷۲ متر) می‌باشد. این کشتی در سال ۱۹۷۳ ساخته شد.